# Туризм в Ірані
Іран з його привабливими природними умовами та історичними пам'ятками входить до першої десятки країн світу, найбільш привабливих для туристів.
Природні умови Ірану створюють умови для найрізноманітніших видів відпочинку — від походів і катання на гірських лижах на Ельбурсі до пляжного відпочинку на березі Перської затоки і Каспійського моря. Очікується, що протягом найближчих п'яти років найшвидшими темпами буде розвиватися туристична інфраструктура на березі Перської затоки, головним чином на острові Кіш, де в 2012—2013 роках відпочивало понад 1 мільйон туристів на рік, головним чином іранців.
В Ірані розвиваються такі напрямки туризму, як екотуризм, відновлення історичних споруд, знайомство з народними промислами, культурний, релігійний (паломницький), природний, спортивний та оздоровчий туризм.
До кінця 1970-х Іран був дуже популярним серед туристів, але, у зв'язку з ісламською революцією 1979 року й ірано-іракською війною, потік туристів різко зменшився. З початку 2000-х, попри міжнародну напруженість, керівництво країни проводить політику стимулювання туризму і розвитку туристичної інфраструктури.

## Індустрія
Згідно з даними Всесвітньої ради з туризму та подорожей за 2015 рік, обсяг туризму (культурного й екологічного — як основних компонентів) оцінюється як такий, що має великий потенціал для створення робочих місць для 1285 тис. осіб.
Швидкість зростання індустрії оцінюється в 4,1 % на рік. За цими підрахунками, вона зможе створити 1913 тис. робочих місць до 2025 року.
Велику увагу розвитку туризму в Ірані приділяє Організація з культурної спадщини, ремесел та туризму Ірану, яка відповідає за створення, розвиток і функціювання туристичних об'єктів в Ірані, ремонт і реконструкцію туристичних об'єктів за рахунок прямих інвестицій або надання кредитів приватному сектору, видачу ліцензій, контроль за створенням і діяльністю готелів, ресторанів, туристичних агенцій та їх оцінення (рейтингування).
Інвестиції в зонах вільної торгівлі Ірану звільняються від податків на термін до 20 років.
В даний час[коли?] до 1,8 % числа робочих місць в Ірані створюється у сфері туризму. Урядом Ірану прийнято документ «20-річне бачення туристичної галузі», який передбачає інвестування в цей сектор $32 млрд і досягнення 20 мільйонів туристів до 2025 року.. З метою стимулювання внутрішніх та прямих іноземних інвестицій в цей сектор, передбачено 50%-е зниження податків для раніше створених туристичних фірм, зокрема п'ятизіркових готелів.

### Інфраструктура

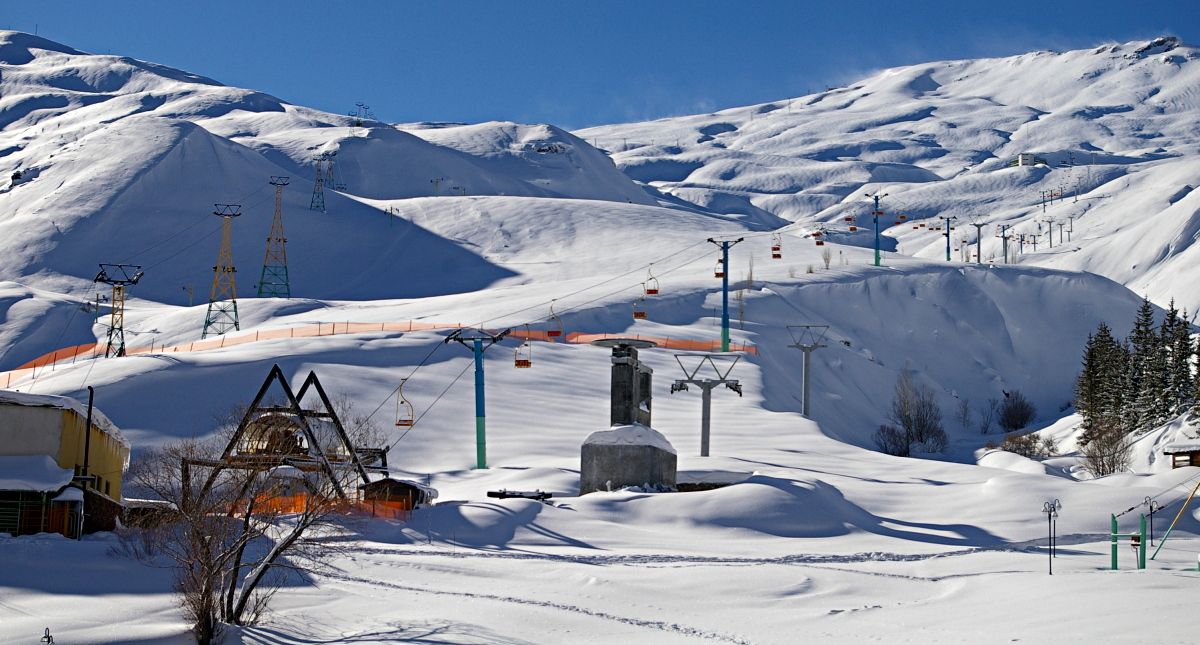
Гірськолижний курорт Дізін поблизу Тегерана

У 2003 фінансовому році в Ірані було близько 69 000 ресторанів і 6000 готелів та інших місць тимчасового проживання, близько 80 % з них розташовувалися в містах. При цьому більше ніж 95 % ресторанів і готелів були дрібними фірмами, де працювало менше п'яти працівників, і тільки 38 готелів мали понад 100 співробітників. 2002 фінансового року в туристичному секторі було зайнято близько 166 тис. осіб, 42 тис. з яких працювали в місцях проживання. З 56 618 місць в готелях Ірану тільки близько половини були розташовані в три-п'ятизіркових готелях.
У наступні роки інфраструктура туризму в Ірані розвивалася досить швидко. Станом на 2010 рік, у стадії будівництва перебувало близько 400 готелів і 200 апартаментів по всій країні, близько 66 % з них будувалися в Тегерані, Ґіляні, Мазендерані, Хорасан-Резаві й Ісфагані.

## Пам'ятки

### Світова спадщина
У списку всесвітньої спадщини ЮНЕСКО в Ірані значиться 23 найменування, що становить 2,1 % від загального числа пам'яток культурної спадщини в світі. 22 з них включені до списку за культурними критеріями.
Серед 21 об'єкта:
- Стародавні міста: Чога-Занбіль, Персеполь, Пасаргади, Тахт-е Солейман, Фортеця Бам, Шахрі-Сухте, Мейманд, Сузи.
- Комплекси архітектурних споруд: площа імама Алі (Ісфаган), мавзолей Солтаніє, Бісотун, вірменські монастирські комплекси Ірану (Монастир Святого Тадея, монастир Святого Степаноса, каплиця Діви Марії Дзордзорської), історична система іригації в Шуштарі, Ханака та святилища шейха Сафі аль-Діна (Ардебіль), історичний базар (Тебриз), П'ятнична мечеть (Ісфаган), комплекс Голестан (Тегеран), перські сади (комплекс архітектурних ансамблів по всьому Ірану), кяризи (комплекс гідротехнічних споруд по всьому Ірану), вежа Ґонбад-Кабус, історичне місто Єзд, Сасанідський археологічний ландшафт у провінції Фарс.

## Візова політика
В даний час[коли?] влада Ірану робить кроки для спрощення процедури отримання в'їзних віз, зокрема, введено практику видачі 30-денних віз безпосередньо в аеропортах Ірану для громадян 180 країн (аеропорт ім. Імама Хомейні; аеропорт острова Кіш ; аеропорт в Ширазі, аеропорт в Ісфахані, аеропорт в Мешхеді, аеропорт в Табрізі, аеропорт острова Кешм), діє система онлайн-бронювання готелів Ірану. Візи тепер можуть бути отримані в електронному вигляді з іранських консульств або міжнародних аеропортів. Тепер[коли?] візи різного терміну дії громадянам 180 країн видаються в міжнародних аеропортах Ірану. Громадяни Росії, Білорусі та України мають можливість отримати візу на місяць.
Іран має 15 пунктів автомобільних прикордонних переходів на кордонах з Іраком, Туреччиною, Афганістаном, Пакистаном, Туркменістаном, Вірменією та Азербайджаном, а також прикордонні пункти на залізницях, що з'єднують країну з Туреччиною і Туркменістаном.
З числа туристів, що прибувають до Ірану, близько 68 % прибувають сушею, близько 32 % — повітрям, і менше 1 % — морем (дані 2015 року). У квітні 2005 року тегеранський аеропорт імені імама Хомейні перейшов під керування консорціуму з чотирьох місцевих авіакомпаній — Mahan Air, Aseman, Caspian Airlines і Kish Air.

## В'їзний туризм

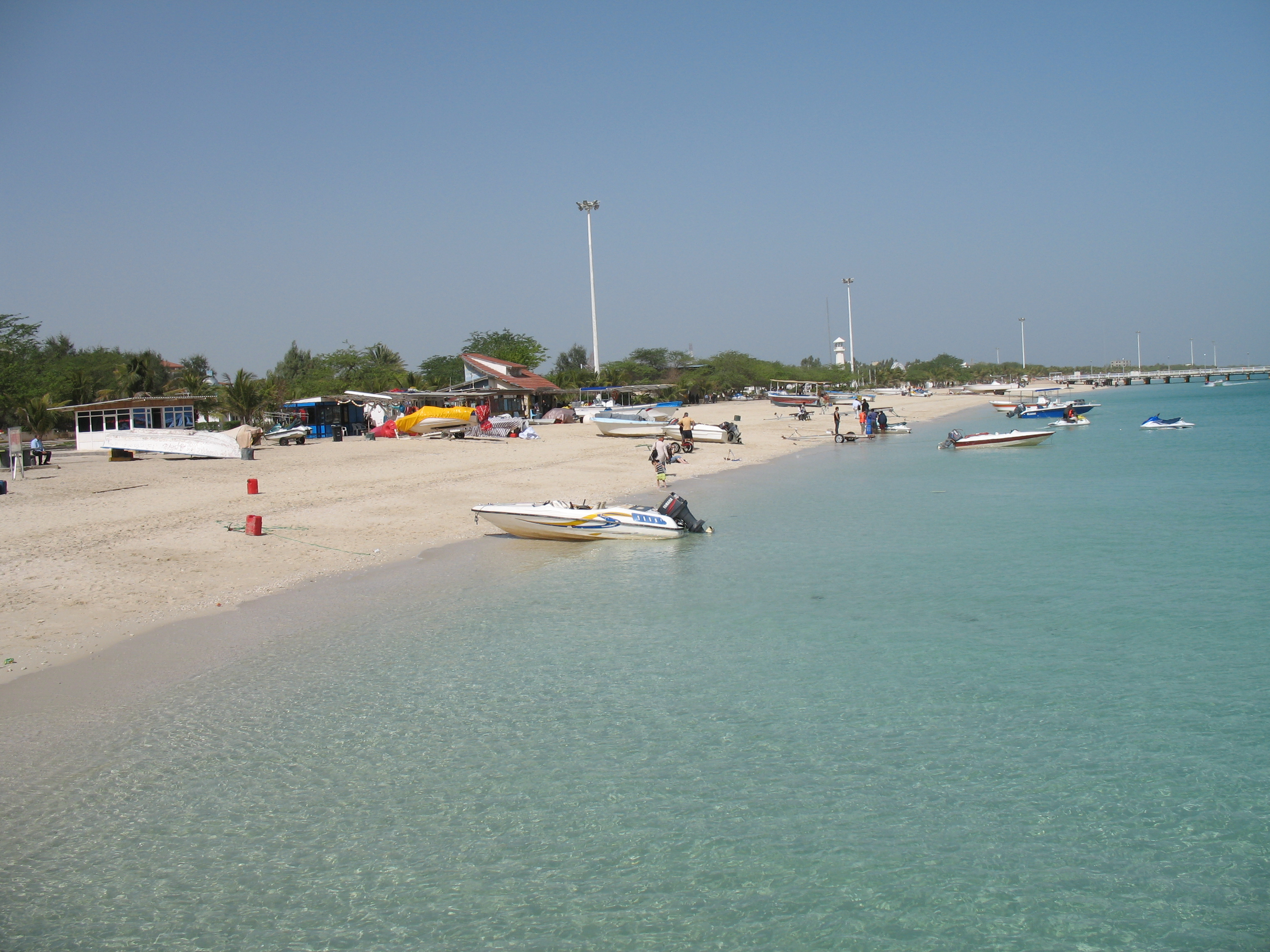
Пляж на острові Кіш

Згідно з даними Всесвітньої туристської організації, за обсягом доходів від туризму Іран на даний час[коли?] займає 68-е місце в світі.

### 2000-ні
2003 року іранською владою було видано 300 тис. туристичних віз, більшість з яких — мусульманам з країн Азії, які мали намір відвідати такі місця паломництва, як Мешхед і Кум. Організовано тури з Німеччини, Франції, Великої Британії та інших європейських країн, орієнтовані переважно на місця археологічних розкопок і пам'яток.
З 2004 року в Ірані щорічно спостерігалося значне зростання числа іноземних туристів. Особливо швидко зростав потік туристів з Німеччини.
За оцінками Міжнародної ради з подорожей і туризму зростання бізнес-туризму та індивідуального туризму в Іран склало 2007 року 11,3 % і 4,6 %, відповідно, відносно попереднього року.
| (ДЖерело: EIU)                          | 2004  | 2005  | 2006  |
| --------------------------------------- | ----- | ----- | ----- |
| Прибуло туристів з-за кордону, млн осіб | 1,656 | 1,720 | 1,769 |
| Оборот в'їзного туризму, $ млрд         | 0,917 | 0,971 | 1,022 |

### 2010-і
2012 року в Іран на лікування приїжджало близько 30 тис. осіб.
2015 року, за словами іранських офіційних осіб, близько 5237 тисяч іноземних туристів відвідали Іран (хоча державна статистика не виділяє окремо туристів, бізнесменів і релігійних паломників), більшість — з азійських країн, зокрема з республік Середньої Азії, близько 10 % — з Північної Америки і країн Європейського Союзу (зокрема, Німеччини, Італії, Болгарії, Франції, Бельгії). Найпопулярніші туристичні напрямки — Ісфаган, Мешхед і Шираз. Іран має великий потенціал для залучення туристів з мусульманських країн, а також Китаю та Індії.
Посилення санкцій США проти Ірану призвело наприкінці 2010-х, крім активного імпортозаміщення, до активного розвитку туризму (це викликано падінням курсу ріала і супутніми причинами) — якщо раніше подорожі в настільки самобутню, цікаву, гостинну і красиву країну, як Іран, були доступні суто дуже забезпеченим людям, то зараз приїхати сюди можуть навіть власники середнього доходу.

### Пляжний відпочинок
Дуже популярним в Ірані є пляжний відпочинок. Уряд займається розробкою рекреаційних ресурсів на Каспійському морі і в Перській затоці.
На Каспійському морі найпопулярнішими курортами є: Рамсар, Амол, Бабол, Баболсар (провінція Мазендеран), у Перській затоці — острів Кіш. Останнім часом також популярним місцем стали острови Кешм і Ормуз. Дивовижні «марсіанські» ландшафти з червоних пісків, соляні печери, мангрові ліси приваблюють безліч туристів з різних країн.
Значна частина прибережних міст Перської затоки — промислові центри, і в них пляжного відпочинку не надають великого значення. Однак заплановано[прояснити] розвивати рекреаційні ресурси провінції Бушир.

### Релігійний туризм
Іран — центр шиїтського ісламу — є одним з головних центрів мусульманського паломництва. Найважливіше місце з цієї точки зору — місто Мешхед. Щороку Мешхед відвідує величезна кількість іранських і іноземних туристів (в цілому більше 4 млн осіб на рік) з метою паломництва до мавзолею імама Рези — восьмого шиїтського імама. Другим за паломницькою значущістю в Ірані є місто Кум, де знаходиться мавзолей Непорочної Фатіми аль-Маасуми, дочки імама Муси. Також в Кумі знаходиться школа мусульманського богослов'я — друга за значенням серед шиїтів після школи в Ен-Наджафі.

### Культурний туризм
Столицями культурного туризму в Ірані традиційно є Ісфаган і Шираз.
Ісфаган кілька разів був столицею Персії, і в ньому знаходиться величезна кількість пам'яток архітектури XI—XIX століть. Самі іранці часто називають Ісфаган «Несф-е джахан» (перс. نصف جهان — половина світу), таким чином вони кажуть прибульцям: якщо ви бачили Ісфаган, то ви бачили половину світу. Крім традиційної мусульманської культової архітектури тут можна знайти відгомони християнської — в Ісфагані знаходиться найбільша в Ірані вірменська діаспора. У місті є близько десятка вірменських церков, найзнаменитіша з них — церква Ванк у районі Джульфа.
Шираз знаний як головний центр іранської поезії — тут жили й творили великі перські поети, серед яких Гафіз і Сааді. Крім безлічі пам'яток всередині міста, в околицях Шираза знаходяться кілька вкрай важливих історичних пам'яток — Персеполь, Накш-і-Рустам, Накш-і-Раджаб і Пасаргади.
Численні туристичні маршрути ще не розроблені, і часто немає трансферу до місць, які знаходяться далеко за містом (наприклад, Пасаргади в провінції Фарс, фортеця Бам у провінції Керман). Туристичні агенції організовують автобусні тури, проте туристи, які подорожують самостійно, не мають можливості до них приєднатися. Найчастіше єдиним варіантом дістатися до місця є таксі. Більшість пам'яток мають єдині вхідні квитки (станом на 2017 рік: 25-30 тисяч реалів (менше 1$) для громадян Ірану і 150—200 тисяч (4-5$ для іноземців).
У багатьох музеях є система пояснень до експонатів іноземними мовами (в базовій програмі — англійська, французька, німецька, іноді зустрічається арабська, російська і турецька). Йде активне навчання гідів, які проводять екскурсії іноземними мовами.

### Іранська кухня
Іран пропонує туристам величезний асортимент національних страв: крім іменитих ресторанів традиційної кухні існує безліч невеликих кафе, також орієнтованих на страви національної кухні. Найвідомішими стравами іранської кухні є: дізі (абгушт), аш, гурме сабзі, різні види кебабів (курячий, баранячий, яловичий), кюфта, бер'ян. Надзвичайно популярні іранські солодощі, що готуються без використання цукру: сохан, ґяз, пахлава, лавашак, пашмак, котаб, халва, пулакі, джалебі, бамія, рангінак, і шоле-зард.
Іран також має популярність як «країна морозива»: крім великого асортименту смакової палітри, звичної для європейського туриста, тут є безліч видів традиційного морозива, найвідомішими з яких є фалуде і шафранове морозиво з фісташками.

## Виїзний туризм
| (Джерело: EIU)                  | 2004  | 2005  | 2006 (оцінка) |
| ------------------------------- | ----- | ----- | ------------- |
| Виїзний туризм, млн осіб        | 3,478 | 3,648 | 3,986         |
| Оборот виїзного туризму, $ млрд | 4,353 | 1,380 | 1,579         |

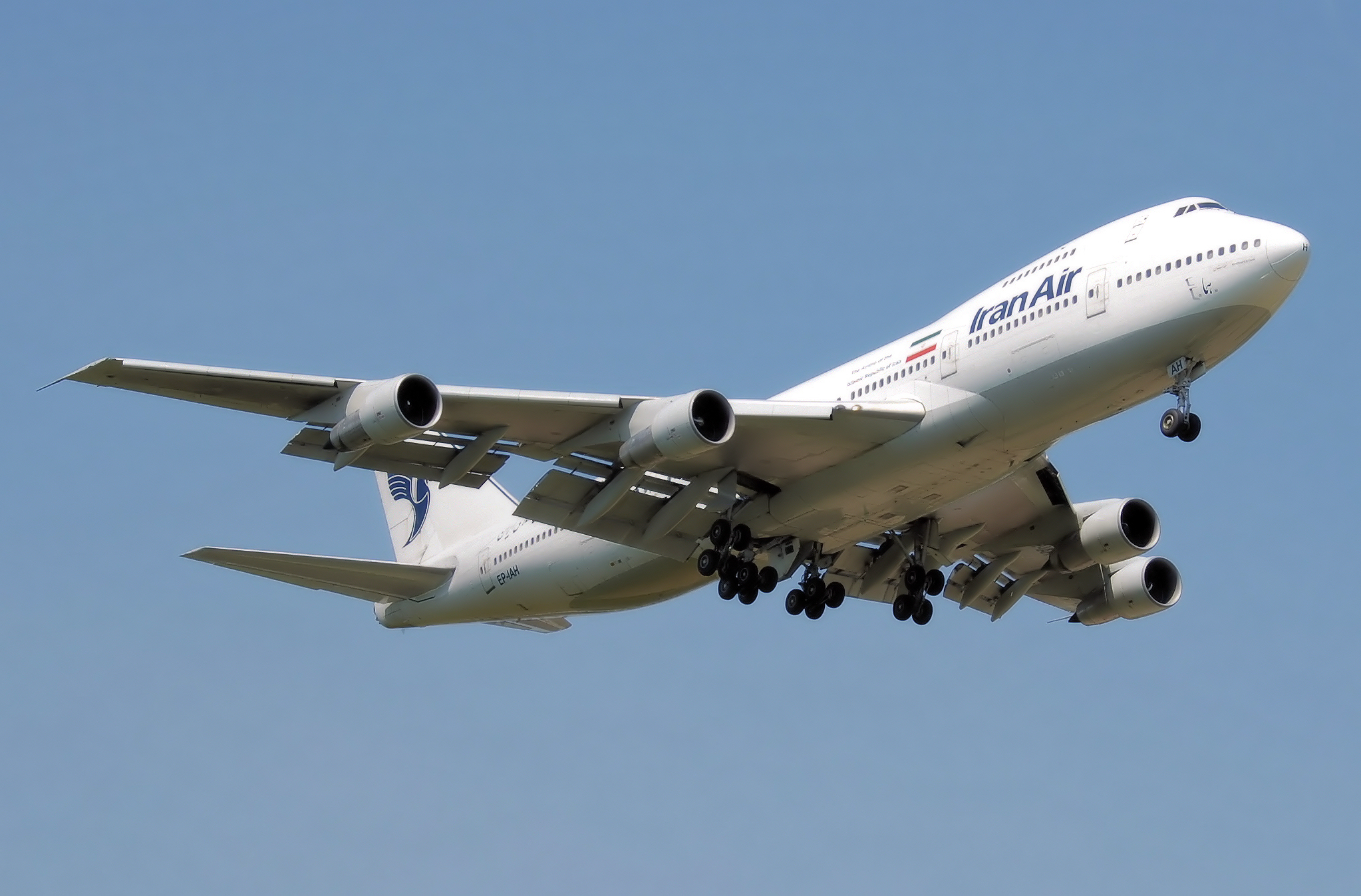
Літак компанії Iran Air

Історично склалося, що закордонні поїздки з Ірану здійснювало лише невелике число заможних іранських громадян, переважно це були ділові поїздки в країни Перської затоки, Близького Сходу, Центральної Азії та Туреччини. Крім того, значна частина іранців виїжджає за кордон з метою відвідати своїх родичів у Європі, США й Австралії (близько 1 млн осіб). 2011 року через іранські митниці пройшло 27 млн осіб. Оскільки курс іранського ріала невисокий, іранський уряд з 2010 року субсидує своїх туристів за кордоном.